# Promicrogaster prater
Promicrogaster prater är en stekelart som beskrevs av Nixon 1965. Promicrogaster prater ingår i släktet Promicrogaster och familjen bracksteklar. Inga underarter finns listade i Catalogue of Life.